# Poetry-Slam-Meisterschaft
Die Poetry-Slam-Meisterschaft (englisch: National Poetry Slam) bezeichnet den ranghöchsten Wettbewerb in Poetry-Slam eines Landes oder einer Sprachgemeinschaft. Die deutschsprachige Poetry-Slam-Meisterschaft (auch: GIPS – German International Poetry Slam) wird seit 1997 einmal pro Jahr in wechselnden Städten ausgetragen. Über einhundert Teilnehmer, die sich im Vorfeld über regionale Wettbewerbe qualifiziert haben, kämpfen dabei um die Titel.
Vertreter von Poetry-Slams aus Deutschland, Österreich (seit 2000), der Schweiz (seit 2000), Liechtenstein (seit 2009), Luxemburg (seit 2014) und aus Südtirol (seit 2019) kommen zusammen, um die Gewinner in den Disziplinen „Einzel“, „Team“ und „U20“ (seit 2004) zu ermitteln. Im Rahmen der Poetry-Slam-Meisterschaft finden Vorrunden (seit 2000), Einzelwettbewerbe, Teamwettbewerbe, U20-Wettbewerbe (ab 2013 separat ausgerichtet), Gastauftritte, Themen-Slams und das szeneinterne Slam-Masters-Meeting statt. Veranstaltet werden die Poetry-Slam-Meisterschaften von den Mitgliedern der Poetry-Slam-Szene. Per Abstimmung werden Ausrichter und Austragungsort zwei Jahre im Voraus im Rahmen des Slam-Masters-Meetings bestimmt.
Die Tradition der deutschsprachigen Poetry-Slam-Meisterschaften wurde 1997 von Wolf Hogekamp begründet. Nach dem Vorbild der nordamerikanischen „National Poetry Slams“ werden landesweite Wettbewerbe organisiert, die 2001 auf den gesamten deutschen Sprachraum ausgedehnt wurden. Mit bis zu 14.500 Zuschauern und vielen Einzelveranstaltungen entwickelten sich die jährlichen Poetry-Slam-Meisterschaften in jüngster Zeit zu großen Festivals für Bühnenliteratur.

## Deutschsprachige Poetry-Slam-Meisterschaften
Eine tabellarische Übersicht über sämtliche Meisterschaften sowie Sieger findet sich im Artikel Poetry-Slam.

### I. Meisterschaft / Berlin 1997
Die ersten deutschsprachigen Meisterschaften wurden am 3. und 4. Oktober 1997 in Berlin ausgetragen.
| Einzelwettbewerbssieger                                                 | Einzelwettbewerbssieger            |
| ----------------------------------------------------------------------- | ---------------------------------- |
| 1.                                                                      | Bas Böttcher                       |
| 2.                                                                      | Boris Preckwitz & Till Müller-Klug |
| 3.                                                                      | ?                                  |
| Teamwettbewerb-Sieger                                                   |                                    |
| Team Hamburg (Nadine Barth, Cenk Bekdemir, Michael Weins, Markus Wiese) |                                    |
| Organisator                                                             |                                    |
| Wolf Hogekamp                                                           |                                    |

Weitere Finalisten des Einzelwettbewerbs (unter anderem): Nancy Peiffer, Dagmar Gabler, Jaromir Konecny, Rayl Patzak, Wehwalt Koslovsky, RAN, Wolf Hogekamp, Claudius Hagemeister, Robby Göllmann.
Die ersten deutschsprachigen Poetry-Slam-Meisterschaften dauerten zwei Tage lang. Sämtliche Runden wurden im Club Ex’n'Pop ausgetragen, dort wo 1993 auch der erste deutschsprachige Poetry-Slam von Wolf Hogekamp ausgerichtet wurde. Rund 200 Besucher verfolgten die Meisterschaft.

### II. Meisterschaft / München 1998
Die zweiten deutschsprachigen Meisterschaften wurden am 13. und 14. November 1998 in München ausgetragen.
| Einzelwettbewerbssieger                                                      | Einzelwettbewerbssieger |
| ---------------------------------------------------------------------------- | ----------------------- |
| 1.                                                                           | Michael Lentz           |
| 2.                                                                           | Daniela Lindemann       |
| 3.                                                                           | Bas Böttcher & RAN      |
| Teamwettbewerb-Sieger                                                        |                         |
| Team Köln (Guido Gramatke, Bob Lakermann, Michael Tönnis, Wehwalt Koslovsky) |                         |
| Organisatoren                                                                |                         |
| Ko Bylanzky, Rayl Patzak                                                     |                         |

Der Film Slam Nation hat im Rahmen der zweiten deutschsprachigen Meisterschaften Deutschland-Premiere. Mit Marc-Kelly Smith ist auch der Erfinder des Poetry-Slams anwesend.
Weitere Finalisten des Einzelwettbewerbs (unter anderem): Tracy Splinter, Leona Gonsalves, Dagmar Gabler, Jaromir Konecny, Wehwalt Koslovsky, Hartmut Pospiech, Pamela Granderath, Le Schmuck, Dirk Huelstrunk, Jan Off, Bdolf, Sarah Mankau, Simone Ohne, Hadayatullah Hübsch, Bob Lakermann, Michael Wefers, Conny von Wahnwitz.

### III. Meisterschaft / Weimar 1999
Die dritten deutschsprachigen Meisterschaften wurden im Oktober 1999 in Weimar ausgetragen.
| Einzelwettbewerbssieger                                                      | Einzelwettbewerbssieger |
| ---------------------------------------------------------------------------- | ----------------------- |
| 1.                                                                           | Tracy Splinter          |
| 2.                                                                           | Jaromir Konecny         |
| 3.                                                                           | Wehwalt Koslovsky       |
| Teamwettbewerb-Sieger                                                        |                         |
| Team Tübingen (Florian Werner, Mr. Magic, Simone Ohne, Friedemann B. Holder) |                         |
| Organisator                                                                  |                         |
| Bas Böttcher                                                                 |                         |

Bislang hatte sich die Bezeichnung National für die Meisterschaften durchgesetzt, doch da von nun an regelmäßig Poeten aus der Schweiz und Österreich (sowie Liechtenstein und Luxemburg) teilnehmen (dürfen), einigt man sich im Laufe der Zeit auf German International Poetry Slam, kurz GIPS, als neuen Namen für die Meisterschaften. Mit Tracy Splinter siegte erstmals eine Frau im Einzelwettbewerb, insgesamt sind rund zwanzig Poeten und elf Teams im Wettbewerb. Weimar war 1999 Kulturhauptstadt Europas.
Weitere Finalisten des Einzelwettbewerbs (unter anderem): Philipp Weber, Verena Carl, Klaus Cäsar Zehrer, Knud Wollenberger und Volker Pieringer.

### IV. Meisterschaft / Düsseldorf 2000
Die vierten deutschsprachigen Meisterschaften wurden vom 30. September bis 3. Oktober 2000 in Düsseldorf ausgetragen.
| Einzelwettbewerbssieger                                                    | Einzelwettbewerbssieger |
| -------------------------------------------------------------------------- | ----------------------- |
| 1.                                                                         | Jan Off                 |
| 2.                                                                         | Jaromir Konecny         |
| 3.                                                                         | Jürg Halter & Tom Combo |
| Teamwettbewerb-Sieger                                                      |                         |
| Team Aachen (Hartmut Heil, Gerhard Horriar, Michael Stetter)               |                         |
| Organisatoren                                                              |                         |
| André Michael Bolten, Robby Göllmann, Pamela Granderath, Wehwalt Koslovsky |                         |

Weitere Finalisten des Einzelwettbewerbs (unter anderem): Marlene Stamerjohanns, Ulrike Ulrich, Bernhard Bauser
Erstmals finden nicht nur Halbfinals, sondern aufgrund der gewachsenen Teilnehmeranzahl (40, erstmals auch Delegationen aus der Schweiz und Österreich anwesend) auch Vorrunden statt.

### V. Meisterschaft / Hamburg 2001
Die fünften deutschsprachigen Meisterschaften wurden vom 15. bis 17. November 2001 in Hamburg ausgetragen.
| Einzelwettbewerbssieger                                               | Einzelwettbewerbssieger |
| --------------------------------------------------------------------- | ----------------------- |
| 1.                                                                    | Sebastian Krämer        |
| 2.                                                                    | Ralf Schlatter          |
| 3.                                                                    | Dan Richter             |
| Teamwettbewerb-Sieger                                                 |                         |
| Team Winterthur (Sibylle Aeberli, Tom Combo, Suzanne Zahnd)           |                         |
| Organisatoren                                                         |                         |
| Tina Uebel, Hartmut Pospiech, Frederike Moldenhauer, Michel Abdollahi |                         |

Weitere Finalisten des Einzelwettbewerbs (unter anderem): Sandra Künzi, Daniel Ryser, Christian Hirdes, Timo Brunke, Wehwalt Koslovsky, Knud Wollenberger, Mind J Jizum, Sushi da Slamfish, Florian Graf H.H. von Hinten, Bud Rose, Raimund Meisenberger, Gabriel Koch, Pascal Keimel.
Drei Schweizer erreichen das Einzelfinale, das einzige Schweizer Team erringt den Titel. Insgesamt sind einhundertfünfzig Poeten aus 29 Städten in Hamburg am Start. Mit insgesamt sechzehn Finalisten ist das Einzelfinale 2001 das mit Abstand größte. Ein Mitschnitt des Finales in der Hamburger Markthalle erschien auf CD (International German Poetry Slam -Literatur! Live, direkt und spontan, Hoffmann und Campe Verlag, ISBN 978-3-455-30286-8).

### VI. Meisterschaft / Bern 2002
Die sechsten deutschsprachigen Meisterschaften wurden vom 19. bis 21. September 2002 in Bern ausgetragen.
| Einzelwettbewerbssieger                                                   | Einzelwettbewerbssieger |
| ------------------------------------------------------------------------- | ----------------------- |
| 1.                                                                        | Lasse Samström          |
| 2.                                                                        | Daniel Ryser            |
| 3.                                                                        | Fiva MC                 |
| Teamwettbewerb-Sieger                                                     |                         |
| Team Wuppertal (Jonas Jahn, Markim Pause, Lasse Samström, Michael Wefers) |                         |
| Organisatoren                                                             |                         |
| Matthias Burki, Yves Thomi                                                |                         |

Weitere Finalisten im Einzelwettbewerb: Michael Schönen, Svetlana Jovanovic, Timo Brunke, Markim Pause, Wehwalt Koslowsky, Etrit Hasler, Alex Dreppec, Etta Streicher, Tim Verbarg, Tobias Hoffmann.
Die erste Meisterschaft außerhalb Deutschlands erreicht insgesamt 2000 Zuschauer. Lasse Samström gelang es als erstem Poeten, im gleichen Jahr sowohl den Einzel-, als auch den Team-Wettbewerb zu gewinnen.

### VII. Meisterschaft / Darmstadt/Frankfurt 2003
Die siebten deutschsprachigen Meisterschaften wurden vom 2. bis 5. Oktober 2003 in Darmstadt und Frankfurt ausgetragen.
| Einzelwettbewerbssieger                                       | Einzelwettbewerbssieger |
| ------------------------------------------------------------- | ----------------------- |
| 1.                                                            | Sebastian Krämer        |
| 2.                                                            | Michael Schönen         |
| 3.                                                            | Tobias Borke            |
| Teamwettbewerb-Sieger                                         |                         |
| Team Passau (Raimund Meisenberger, Markus Pissarek)           |                         |
| Organisatoren                                                 |                         |
| Oliver Gaussmann, Alex Dreppec, Dirk Hülstrunk, Rüdiger Wenig |                         |

Weitere Finalisten des Einzelwettbewerbs: Dagmar Schönleber, Dalibor Markovic, Florian Graf H.H. von Hinten, Marco Kreye, Andreas Grimm, Marlene Stamerjohanns, Antje Herden, Thompson.
Erstmals wurden die Meisterschaften parallel in zwei Städten ausgetragen.

### VIII. Meisterschaft / Stuttgart 2004
Die achten deutschsprachigen Meisterschaften wurden vom 29. bis 31. Oktober 2004 in Stuttgart ausgetragen.
| Einzelwettbewerbssieger                  | Einzelwettbewerbssieger |
| ---------------------------------------- | ----------------------- |
| 1.                                       | Gabriel Vetter          |
| 2.                                       | Anselm Neft             |
| 3.                                       | ?                       |
| Teamwettbewerb-Sieger                    |                         |
| Team Tübingen (Jakob Nacken, Helge Thun) |                         |
| U20-Wettbewerb-Sieger                    |                         |
| Lino Wirag                               |                         |
| Organisatoren                            |                         |
| Timo Brunke, Angelika Brunke             |                         |

Weitere Finalisten des Einzelwettbewerbs (unter anderem): Micha Ebeling, Nora Gomringer, Sebastian Krämer, Timo Borke, Christian Meyer, Stefan Schrahe.
Erstmals wurde der U20-Titel vergeben, mit Gabriel Vetter gewann erstmals ein Schweizer den Einzeltitel.

### IX. Meisterschaft / Leipzig 2005
Die neunten deutschsprachigen Meisterschaften wurden vom 27. bis 29. Oktober 2005 in Leipzig ausgetragen.
| Einzelwettbewerbssieger                                                     | Einzelwettbewerbssieger |
| --------------------------------------------------------------------------- | ----------------------- |
| 1.                                                                          | Volker Strübing         |
| 2.                                                                          | Christian Bartel        |
| 3.                                                                          | Lydia Daher             |
| Teamwettbewerb-Sieger                                                       |                         |
| Tha Boyz with tha Girlz in tha Back (Nora Gomringer, Mia Pittroff und Fiva) |                         |
| U20-Wettbewerb-Sieger                                                       |                         |
| Nadja Schlüter & Krok (Krisha Kops)                                         |                         |
| Organisatoren                                                               |                         |
| Leif Greinus, Sebastian Wolter, Martin Wolter                               |                         |

Weitere Finalisten des Einzelwettbewerbs (unter anderem): Katinka Buddenkotte, Marlene Stamerjohanns
Einmalig gab es zwei Siegerinnen im U20-Wettbewerb.

### X. Meisterschaft / München 2006
Die zehnten deutschsprachigen Meisterschaften wurden vom 08. bis 12. November 2006 in München ausgetragen.
| Einzelwettbewerbssieger                   | Einzelwettbewerbssieger |
| ----------------------------------------- | ----------------------- |
| 1.                                        | Marc-Uwe Kling          |
| 2.                                        | Felix Römer             |
| 3.                                        | Tobias Borke            |
| Teamwettbewerb-Sieger                     |                         |
| Team LSD (Volker Strübing, Micha Ebeling) |                         |
| U20-Wettbewerb-Sieger                     |                         |
| Lara Stoll                                |                         |
| Organisatoren                             |                         |
| Ko Bylanzky, Rayl Patzak                  |                         |

Weitere Finalisten des Einzelwettbewerbs: Lars Ruppel, Felix Bonke, Florian H.H. Graf von Hinten, Volker Strübing, Sebastian Krämer, Etrit Hasler, Katinka Buddenkotte, Pauline Füg, Grög!.

### XI. Meisterschaft / Berlin 2007
Die elften deutschsprachigen Meisterschaften wurden vom 3. bis 7. Oktober in Berlin ausgetragen.
| Einzelwettbewerbssieger                                                                               | Einzelwettbewerbssieger |
| --- | ----------------------- |
| 1. | Marc-Uwe Kling          |
| 2. | Sebastian 23            |
| 3. | Philipp Scharrenberg    |
| Teamwettbewerb-Sieger                                                                                 |                         |
| / SMAAT (Sebastian 23, Felix Römer, Lars Ruppel, Gabriel Vetter)                                      |                         |
| U20-Wettbewerb-Sieger                                                                                 |                         |
| Julian Heun                                                                                           |                         |
| Organisatoren                                                                                         |                         |
| Wolf Hogekamp, Petra Anders, Wehwalt Koslovsky, Gauner, Frank Klötgen, Paul Hofmann, Sebastian Krämer |                         |

Weitere Finalisten: Pauline Füg, Volker Strübing, Maik Martschinkowsky, Harry Kienzler, Micha Ebeling, Heiner Lange, Andy Strauß, Mirco Buchwitz, Team Word Alert.
Team- und Einzelwettbewerb wurden 2007 einmalig in einem gemeinsamen Runde ausgetragen. Neben den Siegern SMAAT erreichte nur das Frankfurter Team Word Alert (Dalibor, Telhaim, Ken Yamamoto) das Finale. Marc-Uwe Kling war der erste und bislang letzte Slam-Poet, der seinen Titel im Folgejahr verteidigen konnte.

### XII. Meisterschaft / Zürich 2008
Die zwölften deutschsprachigen Meisterschaften wurden vom 19. bis 22. November 2008 in Zürich ausgetragen.
| Einzelwettbewerbssieger                                                                                          | Einzelwettbewerbssieger       |
| --- | ----------------------------- |
| 1. | Sebastian 23                  |
| 2. | Julian Heun                   |
| 3. | Johanna Wack & Gabriel Vetter |
| Teamwettbewerb-Sieger                                                                                            |                               |
| Team LSD (Volker Strübing, Micha Ebeling)                                                                        |                               |
| U20-Wettbewerb-Sieger                                                                                            |                               |
| Bleu Broode |                               |
| Organisatoren |                               |
| Lukas Hofstetter, Richi Küttel, Martin Otzenberger, Patrick Armbruster, Etrit Hasler, Ivo Engeler, Matthias Frei |                               |

Weitere Finalisten des Einzelwettbewerbs: Vincent Welt, Micha Ebeling, Florian Cieslik, Sven Kamin, als Featued Poet: Mark-Uwe Kling.
Das Finale wurde ausnahmsweise mit direkten Duellen ausgetragen, so dass sich zwei dritte Plätze ergeben.

### XIII. Meisterschaft / Düsseldorf 2009
Die dreizehnten deutschsprachigen Meisterschaften wurden vom 29. bis 31. Oktober 2009 in Düsseldorf ausgetragen.
| Einzelwettbewerbssieger                              | Einzelwettbewerbssieger |
| ---------------------------------------------------- | ----------------------- |
| 1.                                                   | Philipp Scharrenberg    |
| 2.                                                   | Christian Ritter        |
| 3.                                                   | Julius Fischer          |
| Teamwettbewerb-Sieger                                |                         |
| PauL (Bumillo, Heiner Lange, Philipp Scharrenberg)   |                         |
| U20-Wettbewerb-Sieger                                |                         |
| Yasmin Hafedh                                        |                         |
| Organisatoren                                        |                         |
| Markim Pause, Pamela Granderath, Christine Brinkmann |                         |

Weitere Finalisten im Einzelwettbewerb: Julian Heun, Sebastian 23, Nico Semsrott, Björn Högsdal, Lara Stoll, Karsten Hohage, Bumillo, als Featured Poet: Tracy Splinter.

### XIV. Meisterschaft / Ruhrgebiet 2010
Die vierzehnten deutschsprachigen Meisterschaften wurden vom 10. bis 13. Oktober 2010 in verschiedenen Städten im Ruhrgebiet ausgetragen.
| Einzelwettbewerbssieger                                | Einzelwettbewerbssieger |
| ------------------------------------------------------ | ----------------------- |
| 1.                                                     | Patrick Salmen          |
| 2.                                                     | Daniel Wagner           |
| 3.                                                     | Jasper Diedrichsen      |
| Teamwettbewerb-Sieger                                  |                         |
| Team und Struppi (Moritz Neumeier, Jasper Diedrichsen) |                         |
| U20-Wettbewerb-Sieger                                  |                         |
| Laurin Buser                                           |                         |
| Organisatoren                                          |                         |
| Sebastian Rabsahl, Misha Verollet, Frank Klötgen       |                         |

Weitere Finalisten im Einzelwettbewerb: Tom Schildhauer, Pierre Jarawan, Franziska Holzheimer, Martin Sieper, Till Reiners.
Im Rahmen von RUHR.2010 fanden die vierzehnten Meisterschaften verteilt im gesamten Ruhrgebiet statt. Finallocation war die Bochumer Jahrhunderthalle.

### XV. Meisterschaft / Hamburg 2011
Die fünfzehnten deutschsprachigen Meisterschaften wurden vom 18. bis 22. Oktober 2011 in Hamburg ausgetragen.
| Einzelwettbewerbssieger                                                                   | Einzelwettbewerbssieger |
| ----------------------------------------------------------------------------------------- | ----------------------- |
| 1.                                                                                        | Nektarios Vlachopoulos  |
| 2.                                                                                        | Patrick Salmen          |
| 3.                                                                                        | Sebastian 23            |
| Teamwettbewerb-Sieger                                                                     |                         |
| Team Totale Zerstörung (André Herrmann, Julius Fischer)                                   |                         |
| U20-Wettbewerb-Sieger                                                                     |                         |
| Alex Meyer                                                                                |                         |
| Organisatoren                                                                             |                         |
| Jan-Oliver Lange, Thomas Schultz, Hartmut Pospiech, Frederike Moldenhauer, Robert Oschatz |                         |

Weitere Finalisten im Einzelwettbewerb: Till Reiners, Laurin Buser, Theresa Hahl, Sebastian 23, Renato Kaiser, Svenja Gräfen.
Das Finale fand vor über 4.000 Zuschauern in der O2 World Hamburg statt.

### XVI. Meisterschaft / Heidelberg/Mannheim 2012
Die sechzehnten deutschsprachigen Meisterschaften wurden vom 13. bis 17. November 2012 in Heidelberg und Mannheim ausgetragen.
| Einzelwettbewerbssieger                                 | Einzelwettbewerbssieger |
| ------------------------------------------------------- | ----------------------- |
| 1.                                                      | Pierre Jarawan          |
| 2.                                                      | Jan Philipp Zymny       |
| 3.                                                      | René Sydow              |
| Teamwettbewerb-Sieger                                   |                         |
| Team Totale Zerstörung (André Herrmann, Julius Fischer) |                         |
| U20-Wettbewerb-Sieger                                   |                         |
| Jule Weber                                              |                         |
| Organisatoren                                           |                         |
| Frank Habrik, Kathrin Rabus                             |                         |

Weitere Finalisten im Einzelwettbewerb: Volker Strübing, Klaus Urban, Daniel Wagner, Lucas Fassnacht, Andy Strauß, Sven Kamin.

### XVII. Meisterschaft / Bielefeld 2013
Die siebzehnten deutschsprachigen Meisterschaften wurden vom 6. bis 9. November 2013 in Bielefeld ausgetragen.
| Einzelwettbewerbssieger                                                                        | Einzelwettbewerbssieger |
| ---------------------------------------------------------------------------------------------- | ----------------------- |
| 1.                                                                                             | Jan Philipp Zymny       |
| 2.                                                                                             | Lars Ruppel             |
| 3.                                                                                             | Volker Strübing         |
| Teamwettbewerb-Sieger                                                                          |                         |
| Team Bottermelk Fresch (Julian Heun, Bleu Broode, Lars Ruppel)                                 |                         |
| U20-Wettbewerb-Sieger                                                                          |                         |
| Fee (separat in Kiel ausgetragen)                                                              |                         |
| Organisatoren                                                                                  |                         |
| Karsten Strack, Markus Freise, Nico Bein, Marc-Oliver Schuster, Sven Stickling, Michael Goehre |                         |

Weitere Finalisten im Einzelwettbewerb: Hazel Brugger, Sulaiman Masomi, Torsten Wolff, David Friedrich, Florian Wintels, Felix Lobrecht.
Erstmals wurde 2013 die U20-Meisterschaft als eigenständige Veranstaltung von den deutschsprachigen Slam-Meisterschaften ausgekoppelt und als eigenes Literaturfestival veranstaltet. Bei seinem Titelgewinn war Jan Philipp Zymny erst zwanzig Jahre alt und ist somit der bislang jüngste deutschsprachige Slam-Meister.

### XVIII. Meisterschaft / Dresden 2014
Die achtzehnten deutschsprachigen Meisterschaften wurden vom 28. Oktober bis 1. November 2014 in Dresden ausgetragen.
| Einzelwettbewerbssieger                                                                          | Einzelwettbewerbssieger |
| ------------------------------------------------------------------------------------------------ | ----------------------- |
| 1.                                                                                               | Lars Ruppel             |
| 2.                                                                                               | Paul Weigl              |
| 3.                                                                                               | Tobias Gralke           |
| Teamwettbewerb-Sieger                                                                            |                         |
| Team Scheller (Dominique Macri, Dalibor Markovic)                                                |                         |
| U20-Wettbewerb-Sieger                                                                            |                         |
| Johannes Berger (separat in Berlin ausgetragen)                                                  |                         |
| Organisatoren                                                                                    |                         |
| Lisa Jaspersen, Christian Meyer, André Herrmann, Julius Fischer, Thomas Jurisch, Hauke von Grimm |                         |

Weitere Finalisten im Einzelwettbewerb: Daniel Wagner, Erik Leichter, Nektarios Vlachopoulos, Lillemor Kausch, Max Kennel, Jan Philipp Zymny.

### XIX. Meisterschaft / Augsburg 2015
Die neunzehnten deutschsprachigen Meisterschaften wurden vom 3. bis 7. November 2015 in Augsburg ausgetragen.
| Einzelwettbewerbssieger                          | Einzelwettbewerbssieger |
| ------------------------------------------------ | ----------------------- |
| 1.                                               | Jan Philipp Zymny       |
| 2.                                               | Lars Ruppel             |
| 3.                                               | Fabian Navarro          |
| Teamwettbewerb-Sieger                            |                         |
| Interrobang (Valerio Moser, Manuel Diener)       |                         |
| U20-Wettbewerb-Sieger                            |                         |
| Jonas Balmer (separat in Regensburg ausgetragen) |                         |
| Organisator                                      |                         |
| Horst Thieme                                     |                         |

Weitere Finalisten im Einzelwettbewerb: Björn H. Katzur, Mona Harry, Florian Wintels, Lisa Eckhart, David Friedrich, Julian Heun.
Im Finale musste zwischen den punktgleichen Lisa Eckhart und Jan Philipp Zymny eine Münze geworfen werden, um zu ermitteln, wer ins finale Stechen der besten Drei einzieht.

### XX. Meisterschaften / Stuttgart 2016
Die zwanzigsten deutschsprachigen Meisterschaften wurden vom 2. bis 5. November 2016 in Stuttgart ausgetragen.
| Einzelwettbewerbssieger                            | Einzelwettbewerbssieger |
| -------------------------------------------------- | ----------------------- |
| 1.                                                 | Philipp Scharrenberg    |
| 2.                                                 | Nik Salsflausen         |
| 3.                                                 | Tom aus Graz            |
| Teamwettbewerb-Sieger                              |                         |
| Team LSD (Volker Strübing, Micha Ebeling)          |                         |
| U20-Wettbewerb-Sieger                              |                         |
| Benjamin Poliak (separat in Magdeburg ausgetragen) |                         |
| Organisatoren                                      |                         |
| Nikita Gorbunov, Hanz, Thomas Geyer                |                         |

Weitere Finalisten im Einzelwettbewerb: Filo, Marvin Suckut, Lisa Christ, Fatima Moumouni, Yannik Sellmann, Daniel Wagner, als Featured Poet: Jan Philipp Zymny.
Mit Tom aus Graz konnte sich erstmals ein Österreicher auf dem Treppchen platzieren. Insgesamt gingen über hundert Poeten im Einzelwettbewerb an den Start.

### XXI. Meisterschaften / Hannover 2017
Die einundzwanzigsten deutschsprachigen Meisterschaften wurden vom 24. bis 28. Oktober 2017 in Hannover ausgetragen.
| Einzelwettbewerbssieger | Einzelwettbewerbssieger |
| --- | ----------------------- |
| 1. | Alex Burkhard           |
| 2. | Fabian Navarro          |
| 3. | Yannik Sellmann         |
| Teamwettbewerb-Sieger |                         |
| Heun & Söhne (Julian Heun, David Friedrich) |                         |
| U20-Wettbewerb-Sieger |                         |
| Benjamin Poliak (separat in Heidelberg ausgetragen) |                         |
| Organisatoren |                         |
| Ninia LaGrande, Bernard Hoffmeister, Klaus Urban, Tobias Kunze, Henning Chadde, Jörg Smotlacha, Jan Egge Sedelies, Volker Petri, Uwe Meyer, Johannes Berger und Julia Ustinski |                         |

Weitere Finalisten im Einzelwettbewerb: Jason Bartsch, Noah Klaus, Jan Cönig, Lucia, Jean-Philippe Kindler, Sophia Szymula, Daniel Wagner, als Featured Poet: Philipp Scharrenberg.

### XXII. Meisterschaft / Zürich 2018
Die zweiundzwanzigsten deutschsprachigen Meisterschaften wurden vom 6. bis 10. November 2018 in Zürich ausgetragen, wie es das Slam-Master-Meeting bei den Meisterschaften 2016 einstimmig entschieden hatte.
| Einzelwettbewerbssieger                                            | Einzelwettbewerbssieger     |
| ------------------------------------------------------------------ | --------------------------- |
| 1.                                                                 | Jean-Philippe Kindler       |
| 2.                                                                 | Daniel Wagner & David Weber |
| Teamwettbewerb-Sieger                                              |                             |
| Interrobang (Valerio Moser, Manuel Diener)                         |                             |
| U20-Wettbewerb-Siegerin                                            |                             |
| Sarah Anna Fernbach (separat in Paderborn ausgetragen)             |                             |
| Organisatoren                                                      |                             |
| Phibi Reichling, Lukas Hofstetter, Martin Otzenberger, Tina Messer |                             |

Weitere Finalisten im Einzelwettbewerb: Gregor Stäheli, Tabea Farnbacher, Lisa Christ, Nik Salsflausen, Remo Zumstein, Joël Perrin, Michel Kühn, Friedrich Herrmann, Rainer Holl, als Featured Poet: Alex Burkhard.
Das finale Stechen wurde ausnahmsweise mittels Applausabstimmung entschieden, wobei lediglich der Gewinner ermittelt wurde und sich somit zwei zweite Plätze ergaben. Insgesamt gingen 144 Poeten im Einzelwettbewerb an den Start.

### XXIII. Meisterschaft / Berlin 2019
Die dreiundzwanzigsten deutschsprachigen Meisterschaften wurden vom 23. bis 26. Oktober 2019 in Berlin ausgetragen.
| Einzelwettbewerbssieger                                                                             | Einzelwettbewerbssieger |
| --------------------------------------------------------------------------------------------------- | ----------------------- |
| 1.                                                                                                  | Friedrich Herrmann      |
| 2.                                                                                                  | Rainer Holl             |
| 3.                                                                                                  | Jan Cönig               |
| Teamwettbewerb-Sieger                                                                               |                         |
| Zum goldenen Schmied (Laurin Buser, Fatima Moumouni)                                                |                         |
| U20-Wettbewerb-Sieger                                                                               |                         |
| Paulina Behrendt (separat in Erfurt ausgetragen)                                                    |                         |
| U20-Teamwettbewerb-Sieger                                                                           |                         |
| Bis einer weint (Linux Wedemeyer, Levin Simmet) (separat in Erfurt ausgetragen)                     |                         |
| Organisatoren                                                                                       |                         |
| Julian Heun, Wolf Hogekamp, Kerim Kisa, Max Gebhard, Veronika Rieger, Filomena Franke, Ken Yamamoto |                         |

Weitere Finalisten im Einzelwettbewerb: Maron Fuchs, Tanasgol Sabbagh, Jessy James LaFleur, Kolja Fach, Philipp Potthast, Marcel Schneuer, als Featured Poet: Rita Apel.

### XXIV. Meisterschaft / Düsseldorf 2020
Die vierundzwanzigsten deutschsprachigen Meisterschaften wurden vom 30. bis 31. Oktober 2020 in Düsseldorf ausgetragen. Aufgrund der Covid-19-Pandemie fand das Festival nicht wie geplant statt, sondern wurde auf den Teamwettbewerb heruntergeschrumpft, der mit insgesamt zehn Teams ausgetragen wurde.
| Teamwettbewerb-Sieger                                                                     | Teamwettbewerb-Sieger |
| ----------------------------------------------------------------------------------------- | --------------------- |
| Unterricht mit Psychos (Theresa Sperling, Sebastian Hahn)                                 |                       |
| Organisatoren                                                                             |                       |
| Christine Brinkmann, Markim Pause, Helge Goldschläger, Marie Gdaniec, Bernard Hoffmeister |                       |

### XXV. Meisterschaft / Nürnberg 2021
Die fünfundzwanzigsten deutschsprachigen Meisterschaften wurden vom 7. bis 9. Oktober 2021 in Nürnberg ausgetragen. Alle Runden der Meisterschaft (Vorrunden, Einzelfinale, Teamfinale) wurden live via YouTube gestreamt und sind auf der Plattform abrufbar.
| Einzelwettbewerbssieger                                     | Einzelwettbewerbssieger |
| ----------------------------------------------------------- | ----------------------- |
| 1.                                                          | David Friedrich         |
| 2.                                                          | Lotta Emilia            |
| 3.                                                          | Florian Wintels         |
| Teamwettbewerb-Sieger                                       |                         |
| Wortwin & Slamson (Ortwin Bader-Iskraut, Jonas Samson Völk) |                         |
| Organisatoren                                               |                         |
| Kulturschock e. V.                                          |                         |

Weitere Finalisten im Einzelwettbewerb: Daniel Wagner, Henrik Szántó, Lina Klöpper, Clemens Naumann, Paulina Behrendt, Yannik Sellmann, Victoria Helene Bergemann, Tara Meister Tschif und Kolja Fach.

### XXVI. Meisterschaft / Wien 2022
Die sechsundzwanzigsten deutschsprachigen Meisterschaften wurden vom 02. bis 05. November in Wien und damit erstmals in Österreich ausgetragen.
| Einzelwettbewerbssieger                                                                        | Einzelwettbewerbssieger |
| ---------------------------------------------------------------------------------------------- | ----------------------- |
| 1.                                                                                             | Florian Wintels         |
| 2.                                                                                             | Lisa Pauline Wagner     |
| 3.                                                                                             | Lina Klöpper            |
| Teamwettbewerb-Sieger                                                                          |                         |
| Wortwin & Slamson (Ortwin Bader-Iskraut, Jonas Samson Völk)                                    |                         |
| U20-Wettbewerb-Sieger                                                                          |                         |
| Yannik Noah Ambrusits (separat in St. Gallen ausgetragen)                                      |                         |
| U20-Teamwettbewerb-Sieger                                                                      |                         |
| Schluss jetzt, Lisabeth (Isabell Sterner, Lucia Leonhardt) (separat in St. Gallen ausgetragen) |                         |
| Organisatoren                                                                                  |                         |
| FOMP sowie Yasmo und Henrik Szántó                                                             |                         |

Weitere Finalisten im Einzelwettbewerb: Yannik Sellmann, Yannick Steinkellner, Fine Degen, Leah Weigand und Julia Steiner.

### XXVII. Meisterschaft / Bochum 2023
Die siebenundzwanzigsten deutschsprachigen Meisterschaften wurden vom 27. bis 30. Oktober in Bochum ausgetragen.
| Einzelwettbewerbssiegerin                                                           | Einzelwettbewerbssiegerin |
| ----------------------------------------------------------------------------------- | ------------------------- |
| 1.                                                                                  | Theresa Sperling          |
| 2.                                                                                  | Meike Harms               |
| 3.                                                                                  | Yannik Ambrusits          |
| Teamwettbewerb-Sieger                                                               |                           |
| Tommy und Annika (Christoph Steiner, Lisa Rothhardt)                                |                           |
| U20-Wettbewerb-Sieger                                                               |                           |
| Johanna Bauer (separat in Frankfurt a.M.ausgetragen)                                |                           |
| U20-Teamwettbewerb-Sieger                                                           |                           |
| Schall & Lauch (Leander Bauer, Elvin Jonas) (separat in Frankfurt a. M.ausgetragen) |                           |
| Organisatoren                                                                       |                           |
| WortLautRuhr, Jan Schmidt, Yannick Steinkellner                                     |                           |

Weitere Finalisten im Einzelwettbewerb: Fabian Navarro, Jule Thomsen, Julia Schwamberger, Julius Keinath, Lisa Pauline Wagner und Samuel Richner. Als musikalischer Akt war Das Lumpenpack beim Finale im Starlight Express Theater mit dabei. Moderiert wurde es von Sebastian 23 und Sandra Da Vina.

### XXVIII. Meisterschaft / Bielefeld 2024
Die achtundzwanzigsten deutschsprachigen Meisterschaften wurden vom 19. bis 23. November in Bielefeld ausgetragen.
| Einzelwettbewerbssieger                              | Einzelwettbewerbssieger  |
| ---------------------------------------------------- | ------------------------ |
| 1.                                                   | Anuraj Sri Rajarajendran |
| 2.                                                   | Julius Keinath           |
| 3.                                                   | Simon Middelkoop         |
| Teamwettbewerb-Sieger                                |                          |
| Tommy und Annika (Christoph Steiner, Lisa Rothhardt) |                          |
| U20-Wettbewerb-Sieger                                |                          |
| Mali Carillo (separat in Berlin ausgetragen)         |                          |
| Organisatoren                                        |                          |
| Slam OWL                                             |                          |

Weitere Finalisten im Einzelwettbewerb: Evgenija Kosov, Dominik Heißler, Mali Carillo, Julian Großmann, DaWastl, Jann Wattjes, Adina Wilcke, Valerio Moser, Simeon Buß. Moderiert wurde das Finale von Ken Yamamoto und Jule Weber.

### XXIX. Meisterschaft / Chemnitz 2025
Die neunundzwanzigsten deutschsprachigen Meisterschaften werden vom 29. Oktober bis 1. November in Chemnitz ausgetragen.

## Trivia
- Volker Strübing holte mit insgesamt vier Siegen (einmal Einzel, dreimal im Team) die meisten Titel, des Weiteren stand er sechsmal im Einzelfinale (2004–2007, 2012–2013)
- die meisten Finaleinzüge im Einzelwettbewerb (7) erreichte Daniel Wagner (2010, 2012, 2014, 2016–2018, 2021)
- das Slam-Team „Allen Earnstyzz“ (Stefan Dörsing, Julian Heun, Temye Tesfu) erreichte dreimal das finale Stechen im Team-Wettbewerb und landete jeweils auf dem zweiten Platz

## Poetry Slam Schweizer Meisterschaften (seit 2010)
Einzel
- 2010 Lara Stoll
- 2011 Gabriel Vetter
- 2012 Renato Kaiser
- 2013 Hazel Brugger
- 2014 Christoph Simon
- 2015 Christoph Simon
- 2016 Remo Zumstein
- 2017 Dominik Muheim
- 2018 Kilian Ziegler
- 2019 Marco Gurtner
- 2022 Samuel Richner
- 2023 Moët Liechti
- 2024 Valerio Moser
- 2025 Annika Biedermann

## Poetry Slam Österreichische Meisterschaften „Ö-SLAM“ (seit 2007)
Einzel
- 2007 Wien: Grammadigg
- 2008 Innsbruck: Stefan Abermann
- 2009 Linz: Jörg Zemmler
- 2010 Bolzano/Bozen: Markus Koschuh[31]
- 2011 Dornbirn: Markus Koschuh[32]
- 2012 Graz, Wien und Leoben: Klaus Lederwasch[33]
- 2013 Salzburg: Yasmin Hafedh
- 2014 Linz: Elias Hirschl
- 2015 Innsbruck: Lisa Eckhart[34]
- 2016 Linz: Christoph Steiner
- 2017 Wien: Agnes Maier[35]
- 2018 Klagenfurt: Sarah-Anna Fernbach[36]
- 2019 Graz: Hierkönntemein Namestehen (Johanna Kröll)[37]
- 2021 Linz: Tamara Stocker[38]
- 2022 Dornbirn: Elif Duygu
- 2023 Wien: Emil Kaschka
- 2024 Graz: David Samhaber

U20
- 2011 Mara Ban
- 2012 Elias Hirschl
- 2013 Mriri
- 2014 Sophia Krayc
- 2015 Anna-Lena Obermoser
- 2016 Xaver Wienerroither
- 2017 Sarah-Anna Fernbach
- 2018 Sarah-Anna Fernbach[39]
- 2019 Felix Maier[40]
- 2020 Elena Sarto
- 2022 Muhammed Dumanli
- 2023 Nathan Laimer
- 2024 Lia Hartl

Team
- 2016 Somali Holztisch Seminar (Elias Hirschl & Simon Tomaz)
- 2017 KEVIN (Agnes Maier & Klaus Lederwasch)
- 2018 Kirmes Hanoi (Henrik Szántó & Jonas Scheiner)
- 2019 Somali Holztisch Seminar (Elias Hirschl & Simon Tomaz)
- 2020 *nicht ausgetragen
- 2021 Kirmes Hanoi (Henrik Szántó & Jonas Scheiner)[41]
- 2022 Merhaba Oida! (Elif Duygu & Michael Hornyik)
- 2023 Mal was anderes (Francesca Herr & Fabian Navarro)
- 2024 Merhaba Oida! (Elif Duygu & Michael Hornyik)